# ليلى طوبال
ليلى طوبال هي ممثلة مسرحية تونسية من مدينة حمام الأنف.

## الجوائز والتكريمات
- تأهلت ليلى طوبال إلى التصفيات النهائية للجائزة الدولية للمسرح جيلدر/كوايني GCITA 2023، ممثلةً البلدان العربية والأفريقية، إلى جانب ثلاث فنانات من اليونان، إندونيسيا، والمكسيك. تُمنح هذه الجائزة، التي تنافس عليها 15 عرضًا عالميًا، تكريمًا للعمل المسرحي الاستثنائي المؤثر في قضايا المرأة.[2]

- وسام الجمهورية التونسية الصنف الرابع (2015).[3]